# Рейнджер-8
Рейнджер-8 (англ. Ranger 8) — американская автоматическая межпланетная станция, запущенная 17 февраля 1965 года по программе «Рейнджер». В общей сложности аппарат имел 6 телевизионных камер. Целью полёта Рейнджера-8 было передача чётких фотографий лунной поверхности в последние минуты полёта перед столкновением. Никаких других экспериментов программой полёта не подразумевалось.

## Устройство

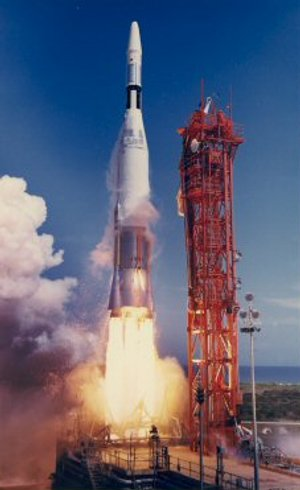
Старт ракеты-носителя Атлас-Аджена B c Рейнджером-8 на борту, 17 февраля 1965 года

Космический аппарат был оборудован шестью телевизионными камерами, из которых две камеры типа F обеспечивали полное, а четыре других типа P — частичное сканирование поверхности. Камеры типа P производили съёмку центральной части участка поверхности попавшего в поле зрения камер F. Оба комплекта камер были разведены на разные каналы и имели разные источники питания, таймеры, передатчики, чтобы повысить надёжность аппарата и увеличить вероятность получения высококачественных снимков.
Конструкция и состав бортового оборудования аппарата были такими же, как у аппаратов Рейнджер-6 и Рейнджер-7, за исключением некоторой части аппаратуры, подвергшейся модификации: камеры Р—1 и Р—4 были снабжены усовершенствованными видиконами, сила тока на выходе усовершенствованного видикона 2 X 10-8, а линейная разрешающая способность — 39 лин/мм; разрешающая способность камер с новыми видиконами на местности—0,45 м; все камеры откалиброваны в расчете на яркость от 21,5 до 18 300 лк; мощность усилителя в бортовом передатчике повышена с 6 до 8-10 вт; сокращено число контактов кабельной сети и улучшена её изоляция; увеличена чувствительность телеметрических передатчиков, регистрирующих разрядку батарей, которые питают камеры и связанное с ними оборудование. Суммарный вес аппарата составлял 366,9 кг, а высота — 3,6 м.
Аппарат имел две панели солнечных батарей и два серебряно-цинковых аккумулятора, способных обеспечивать работу систем аппарата в течение 9 часов.

## Полёт

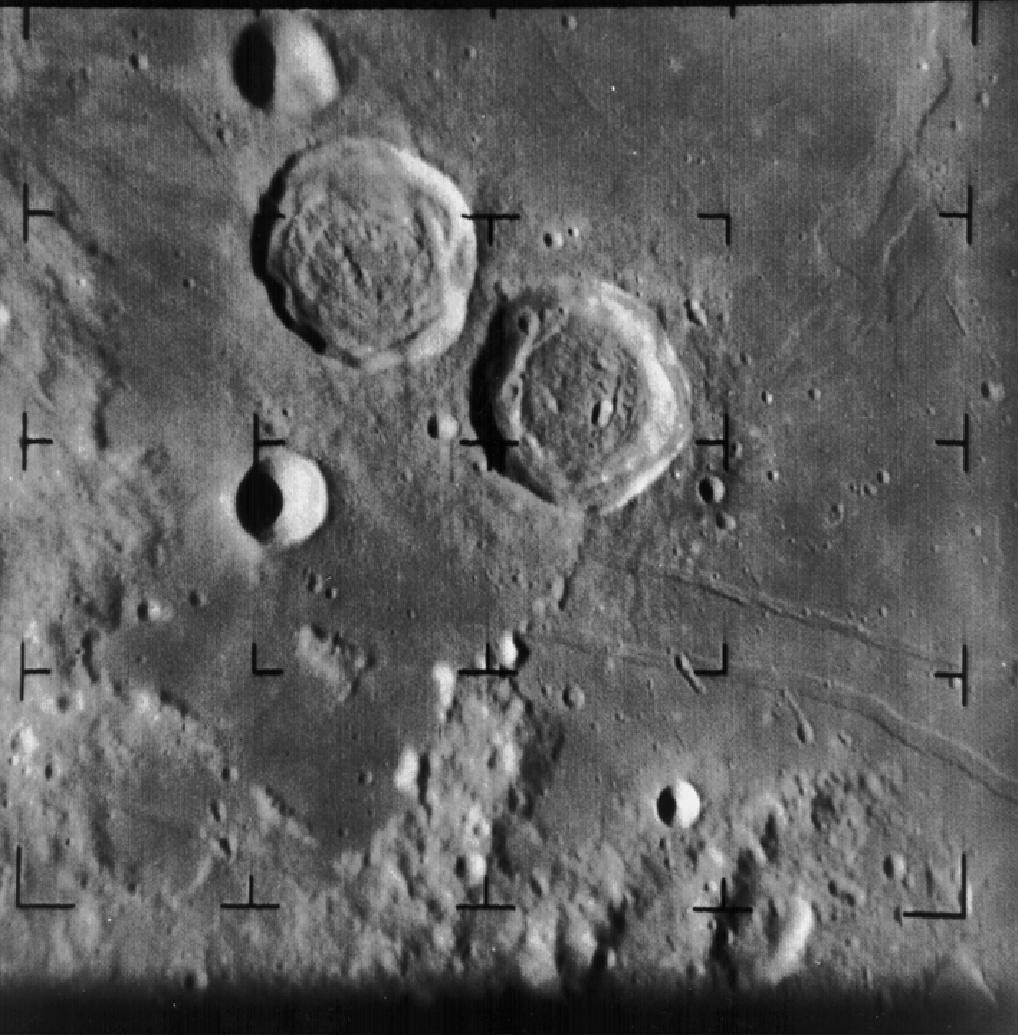
Изображение поверхности Луны переданное Рейнджером-8, показывающее кратеры Риттер и Сабин

Рэйнджер-8 был запущен 17 февраля 1965 года с мыса Канаверал, ракетой-носителем Атлас-Аджена B. При запуске он имел имя Ranger C, но позже был переименован в Рейнджер-8 после выхода на траекторию полёта к Луне. Аппарат достигнул Луны 20 февраля 1965 года. Суммарная длительность полёта и работы аппарата составила 65 часов.
Первый снимок был сделан в 20 февраля в 9:34:32 UTC с высоты 2510 км. Всего за последние 23 минуты полёта было передано 7137 фотографий высокого качества. Последнее изображение отправленное аппаратом имеет разрешение 1,5 метра на пиксель. Рейнджер-8 столкнулся с лунной поверхностью по прямой гиперболической траектории. После 64,9 часов полёта, аппарат врезался в лунную поверхность 20 февраля 1965 года в 09:57:36.756 UTC упав в Море Спокойствия в точке с координатами 2°43′ с. ш. 24°37′ в. д. / 2,72° с. ш. 24,61° в. д.. Скорость космического аппарата перед падением составляла около 2,68 км/с. Работа Рейнджера-8 была удостоена высшими оценками.